# Station Salthill & Monkstown
Station Salthill & Monkstown is een treinstation in Salthill, een buurt in Dun Laoghaire-Rathdown ten zuiden van Dublin. Het bedient tevens  Monkstown.
Het station werd geopend in 1837. Het ligt aan de Dublin - Rosslare. Het wordt bediend door de forenzenlijn van DART die een kwartierdienst rijdt.